# واربری
شهر واربری (به سوئدی: Varberg) در ناحیه شهری واربری در کشور سوئد واقع شده‌است. جمعیت این شهر ۲۶۰۴۱ نفر است.